# 贾庄乡
贾庄乡，是中华人民共和国山西省朔州市朔城区下辖的一个乡镇级行政单位。2021年，原福善庄乡的大岱堡、长润、下水、黄水河、辛村、东小寨、里林庄、小坝、计庄、福善庄、小岱堡11个村委会划归贾庄乡管辖。

## 行政区划
贾庄乡下辖以下地区：
贾庄村、南曹村、北曹村、朱庄村、高升庄村、薛家店村、薛家庄村、老君庙村、化庄村、辛庄村、西小寨村、乔家梁村和太平窑村。